# Liste der Kreisstraßen im Landkreis Augsburg
Die Liste der Kreisstraßen im Landkreis Augsburg ist eine Auflistung der Kreisstraßen im bayerischen Landkreis Augsburg mit deren Verlauf.

## Straßenzustand und Finanzierung
Laut der Zustandserhebung aus dem Jahr 2023 befinden sich ein Viertel der Kreisstraßen sowie ein Drittel der Ortsdurchfahrten im Landkreis Augsburg in einem schlechten baulichen Zustand und erreichen nur eine 
Zustandswert von 4,5 oder schlechter. Ein Großteil der Fahrbahnen stammt noch aus den 1970er Jahren, wodurch sich ein erheblicher Sanierungsbedarf angestaut hat. Der Wert des gesamten Straßenbestandes des Landkreises wird auf rund 435 Millionen Euro geschätzt. Um den langfristigen Erhalt der Infrastruktur zu gewährleisten, wären jährlich rein rechnerisch Investitionen in Höhe von etwa 11 Millionen Euro erforderlich. Im Haushaltsplan des Landkreises sind bis 2028 jedoch lediglich 3,5 Millionen Euro jährlich für die Straßenunterhaltung vorgesehen. Eine Erhöhung dieser Mittel gilt derzeit als nicht finanzierbar.

## Abkürzungen
- A: Kreisstraßen im Landkreis Augsburg
- AIC: Kreisstraße im Landkreis Aichach-Friedberg
- As: Kreisstraße in der kreisfreien Stadt Augsburg
- DLG: Kreisstraße im Landkreis Dillingen an der Donau
- DON: Kreisstraße im Landkreis Donau-Ries
- GZ: Kreisstraße im Landkreis Günzburg
- LL: Kreisstraße im Landkreis Landsberg am Lech
- MN: Kreisstraße im Landkreis Unterallgäu
- OAL: Kreisstraße im Landkreis Ostallgäu
- St: Staatsstraße in Bayern

## Liste
Nicht vorhandene bzw. nicht nachgewiesene Kreisstraßen werden in Kursivdruck gekennzeichnet, ebenso Straßen und Straßenabschnitte, die unabhängig vom Grund (Herabstufung zu einer Gemeindestraße oder Höherstufung) keine Kreisstraßen mehr sind.
Der Straßenverlauf wird in der Regel von Nord nach Süd und von West nach Ost angegeben.
| Nr. A | Verlauf |
| ----- | --- |
| A 1   | St 2027 in Dinkelscherben – Häder – A 2 – Agawang – A 5 – Unternefsried – Rommelsried – A 3 – Biburg – St 2510 |
| A 2   | A 1 in Häder – Mödishofen – Aretsried – St 2026 – Fischach – Willmatshofen – Tronetshofen – Siegertshofen – Mickhausen – A 13 – A 16 – Zirken – Münster – Rielhofen – Konradshofen – A 17 – Erkhausen – Scherstetten – St 2027 |
| A 3   | A 5 – Rommelsried – A 1 – Deubach – Gessertshausen – St 2026 – Oberschönenfeld – Weiherhof – Döpshofen – Kreuzanger – Waldberg – A 13 – Eggerhof – Klimmach – A 16 |
| A 4   | (GZ 17 im Landkreis Günzburg) – Landkreisgrenze – Gabelbachergreut – Gabelbach – St 2027 |
| A 5   | A 1 in Agawang – A 3 – St 2510 – St 2032 – Adelsried – St 2032 – St 2036 – der Abzweig der Kreisstraße A 5 ist aber auf 2,5 km unterbrochen und nur als Gemeindeverbindungsstraße ca. 4,75 – 5,50 m breit (und erst seit 2012 komplett asphaltiert und ausgebaut) „Peterhofstraße“ als ausgeführt. Führt erst wieder als Kreisstraße A 5 ab der Kreuzung Ziegelei/Pf.-Wiedemann-Str.,Affalterner/Georgenstraße in Lützelburg – Gablingen – A 15 – A 8 – in Gersthofen |
| A 6   | (GZ 1 im Landkreis Günzburg) – Landkreisgrenze – Anried – St 2027 |
| A 7   | (MN 30 im Landkreis Unterallgäu) – Landkreisgrenze – ohne Ort, ohne Abzweig einer klassifizierten Straße – Landkreisgrenze – (OAL 20 im Landkreis Ostallgäu) |
| A 8   | A 5 – Gablingen-Siedlung – |
| A 9   | St 2033 – Biberbach – A 12 – A 15 – Eisenbrechtshofen Zollsiedlung – Langweid am Lech – – Landkreisgrenze – (AIC 9 im Landkreis Aichach-Friedberg) |
| A 10  | (MN 23 im Landkreis Unterallgäu) – Landkreisgrenze – ohne Ort, ohne Abzweig einer klassifizierten Straße – Landkreisgrenze – (MN 23 im Landkreis Unterallgäu) |
| A 11  | (As 6 in Augsburg) – Landkreisgrenze – Stadtbergen – Leitershofen – Landkreisgrenze – (As 6 in Augsburg) |
| A 12  | A 20 – Reutern – A 21 – Welden – St 2032 – St 2036 – Lauterbrunn – Affaltern – A 27 – Salmannshofen – Feigenhofen – Albertshofen – Biberbach – A 9 – St 2033 |
| A 13  | (GZ 2 im Landkreis Günzburg) – Landkreisgrenze – Langenneufnach – St 2026 – Mickhausen – A 2 – Waldberg – A 3 – Reinhartshausen – Straßberg – Bobingen-Siedlung – A 28 – Bobingen – St 2035 |
| A 14  | St 2027 – Oberschöneberg – Reischenau – in Breitenbronn |
| A 15  | A 9 – Eisenbrechtshofen – Eggelhof – Achsheim – Gablingen – A 5 – St 2036 – Batzenhofen – Hirblingen – Täfertingen – St 2032 |
| A 16  | (GZ 27 im Landkreis Günzburg) – Landkreisgrenze – Walkertshofen – St 2026 – Münster – A 2 – Zirken – Birkach – A 3 – Leuthau – St 2035 – Schwabmünchen – Graben – A 22 – A 30 – A 34 – Kleinaitingen – Oberottmarshausen – A 30 |
| A 17  | A 2 in Konradshofen – Schwabegg – Wertachau – St 2027/St 2035 in Schwabmünchen |
| A 18  | St 2035 in Langerringen – Schwabmühlhausen – (OAL 25 im Landkreis Ostallgäu) |
| A 19  | St 2027 – Untermeitingen – A 22 – Klosterlechfeld – /St 2027 |
| A 20  | (GZ 24 im Landkreis Günzburg) – Landkreisgrenze – Neumünster – Unterschöneberg – St 2027 – A 12 – St 2027 in Wörleschwang |
| A 21  | (GZ 22 im Landkreis Günzburg) – Landkreisgrenze – Baiershofen – Altenmünster – St 2027 – Eppishofen – A 12 in Reutern |
| A 22  | A 16 in Graben – A 31 – St 2027 – Untermeitingen – A 19 – Landkreisgrenze – (LL 2 im Landkreis Landsberg am Lech) |
| A 23  | (DLG 3 im Landkreis Dillingen an der Donau) – Landkreisgrenze – Ehingen – A 32 – A 24 in Nordendorf |
| A 24  | (DON 28 im Landkreis Donau-Ries) – Landkreisgrenze – Brunnenmahdsiedlung – Schwaighof – A 23 – Nordendorf – Ellgau |
| A 25  | (jetzt St 2381) |
| A 26  | St 2045 in Thierhaupten – St 2381 – Neukirchen – Landkreisgrenze – (AIC 31 im Landkreis Aichach-Friedberg) |
| A 27  | (DON 10 im Landkreis Donau-Ries) – Landkreisgrenze – A 12 – Affaltern – St 2036 in Heretsried |
| A 28  | A 13 in Bobingen-Siedlung – St 2035 in Wehringen |
| A 29  | St 2045 in Meitingen – Herbertshofen – |
| A 30  | St 2035 in Schwabmünchen – A 16 – A 34 – Kleinaitingen – Lechfeld Nord – – A 16 – St 2380 in Königsbrunn |
| A 31  | A 22 in Graben – Lagerlechfeld |
| A 32  | Allmannshofen – Holzen – A 23 |
| A 33  | St 2032 in Ehgatten – Lüftenberg – Streitheim – St 2510 in Auerbach |
| A 34  | St 2035 in Großaitingen – A 16/A 30 in Kleinaitingen |